# Tom Woods
Thomas Ernest Woods Jr. (n. 1 august 1972, Melrose⁠(d), Massachusetts, SUA) este un autor american, comentator libertarian⁠(d) și în prezent membru senior la Institutul Mises. Susținător al ideilor Școlii austriece de economie, acesta găzduiește un podcast zilnic - intitulat The Tom Woods Show - și a fost în trecut gazda podcastului Contra Krugman.
Woods a intrat în atenția presei după publicarea bestsellerului The Politically Incorrect Guide to American History⁠(d) în 2004, în care istoria Statelor Unite era prezentată din punct de vedere paleoconservator. Următoarele sale scrieri au avut ca subiect promovarea libertarianismului și a personalităților politice libertariene precum Ron Paul. Woods predă cursuri la domiciliu despre civilizația și guvernarea occidentale în cadrul Curriculumului Ron Paul. Cartea sa din 2009 - Meltdown: A Free-Market Look at Why the Stock Market Collapsed, the Economy Tanked, and the Government Bailout Will Make Things Worse⁠(d) - abordează criza financiară din 2007-08⁠(d) și a ajuns bestseller pe lista New York Times.

## Biografie
Woods a obținut o diplomă de licență în cadrul Universității Harvard (1994), respectiv o diplomă de master și un doctorat de la Universitatea Columbia (2000), toate în istorie. Teza sa a fost publicată sub titlul The Church Confronts Modernity: Catholic Intellectuals and the Progressive Era.

### Convingeri
Woods este anarho-capitalist și libertarian-conservator rothbardian⁠(d).
Woods este asociat cu curentul libertarian rothbardiann sau anarho-capitalistă, care susține că drepturile individuale, dreptul de proprietate⁠(d), pacea, piața liberă și principiul nonagresiunii sunt primordiale, iar colectivismul⁠(d), violența și constrângerea⁠(d) ar trebui să fie eliminate.  Punctul său de vedere accentuează importanța agorismului, a valutei alternative⁠(d) (cum ar fi criptomoneele și metalele prețioase) și a activismului politic pentru a reduce puterile⁠(d) statului.
Woods are o poziție anti-imigrație. Acesta susține că libertarienii nu ar trebui să fie pro-imigrație (legală și ilegală), deoarece deschiderea granițelor⁠(d) ar însemna încălcarea dreptului de proprietate.

## Opere
- The Great Façade: Vatican II and the Regime of Novelty in the Catholic Church (co-authored with Christopher Ferrara; 2002) ISBN 1-890740-10-1
- The Church Confronts Modernity: Catholic Intellectuals and the Progressive Era (2004) ISBN 0-231-13186-0
- The Politically Incorrect Guide to American History (2004) ISBN 0-89526-047-6
- The Church and the Market: A Catholic Defense of the Free Economy (2005) ISBN 0-7391-1036-5
- How the Catholic Church Built Western Civilization (2005) ISBN 0-89526-038-7
- 33 Questions About American History You're Not Supposed to Ask (2007) ISBN 0-307-34668-4
- Sacred Then and Sacred Now: The Return of the Old Latin Mass (2007) ISBN 978-0-9793540-2-1
- Who Killed the Constitution?: The Fate of American Liberty from World War I to George W. Bush (co-authored with Kevin Gutzman; 2008) (ISBN 978-0-307-40575-3)
- Beyond Distributism (2008), Acton Institute. ISBN 1-880-59529-X ASIN B0082EL802
- Meltdown: A Free-Market Look at Why the Stock Market Collapsed, the Economy Tanked, and Government Bailouts Will Make Things Worse (February 2009) (ISBN 1-5969-8587-9, 978-1-5969-8587-2)
- Nullification: How to Resist Federal Tyranny in the 21st Century (2010) ISBN 1-59698-149-0
- Rollback: Repealing Big Government Before the Coming Fiscal Collapse (2011) ISBN 1-59698-141-5
- Real Dissent: A Libertarian Sets Fire to the Index Card of Allowable Opinion (2014) ISBN 1-50084-476-4